# Caféiculture en Ouganda

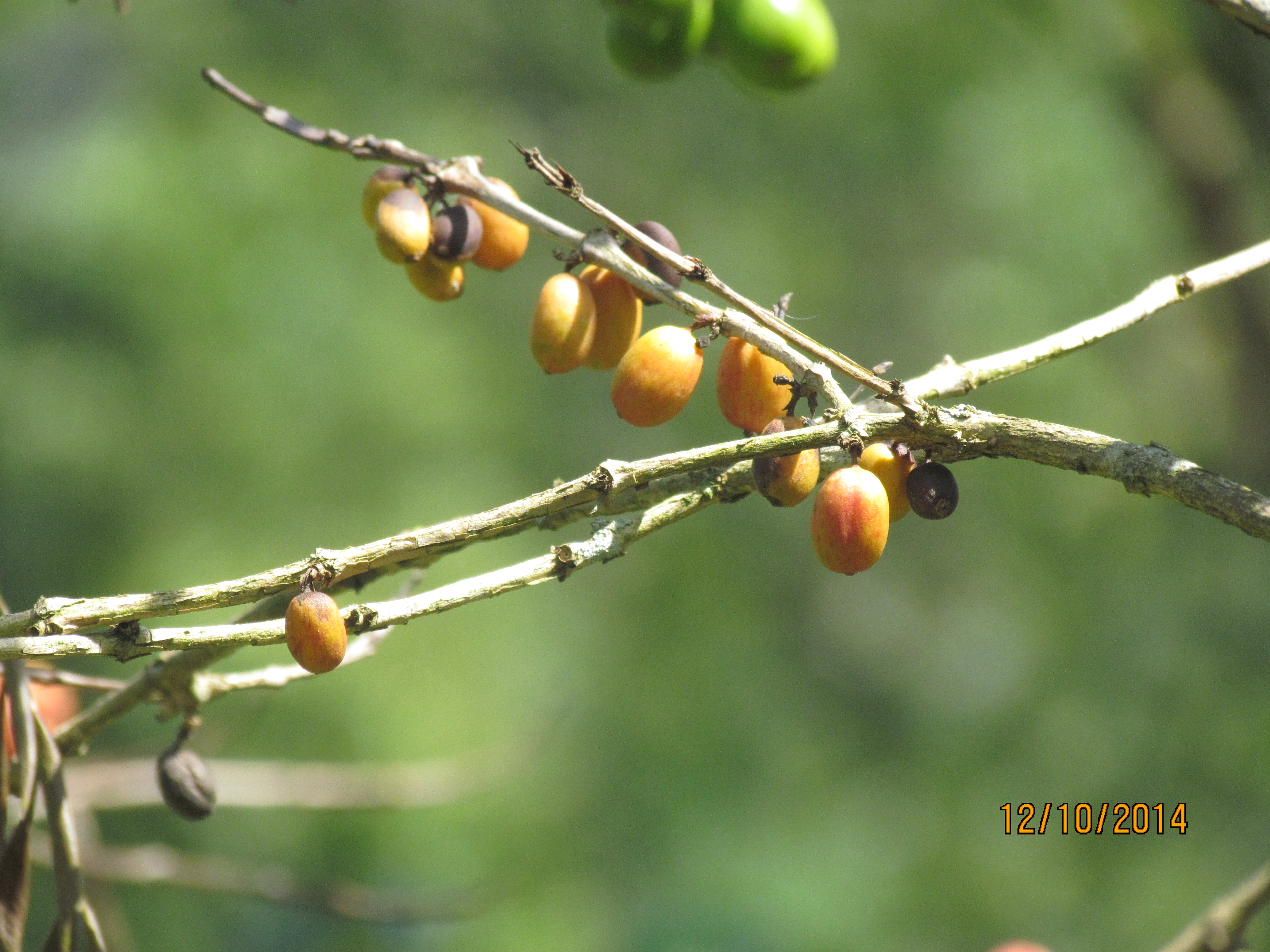
Graine de café sur une branche.

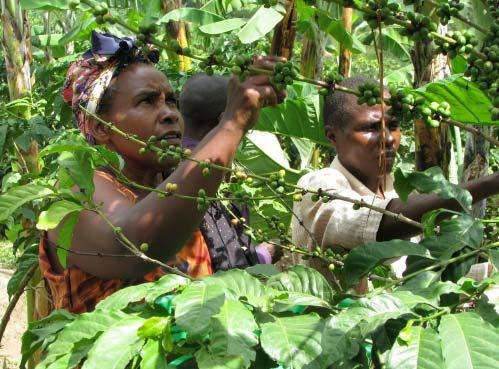
Fermière dans une école de récolte du café.

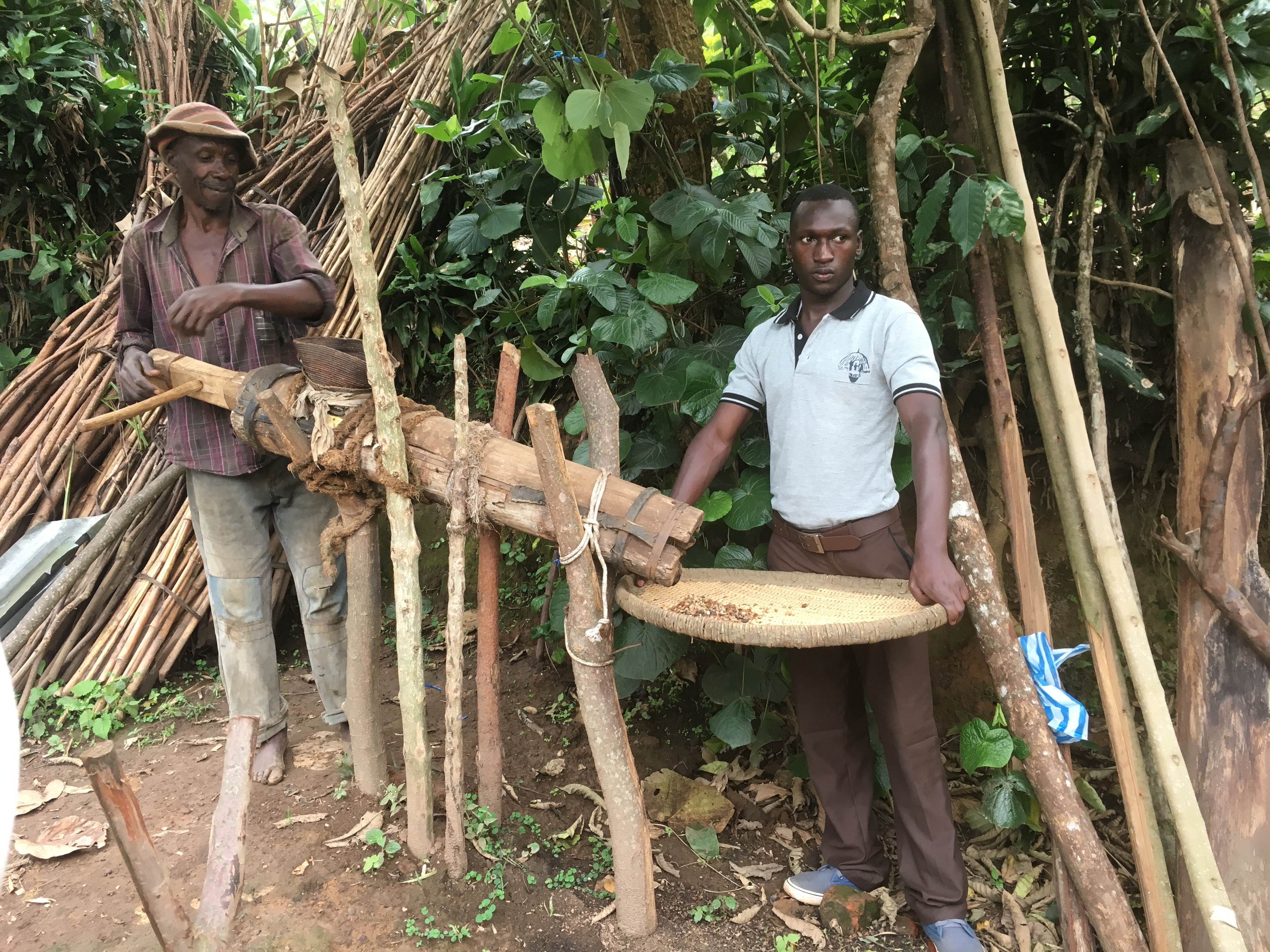
Moulin à café artisanal.

La production de café est la principale exportation de l’Ouganda. En 1989, la capacité de production du café de l'Ouganda dépassait les 2,3 millions de sacs, mais le volume des exportations diminuait du fait des problèmes économiques et sécuritaires, de grandes quantités de café furent alors vendues en contrebande dans les États voisins de l’Ouganda.
Certains fermiers cultivent le cacaoyer sur des terres produisant déjà des cafés robusta.
L'autorité de développement du café en Ouganda fut créée en 1991 par décret gouvernemental, dans la logique de libéralisation de l'industrie du café.
Le café robusta pousse naturellement dans les environs de la forêt de Kibale. De 1999 à 2002, des efforts ont été menés afin de vendre ce café comme étant de première qualité. Les revenus des ventes devaient servir à financer les activités de conservation de la forêt,.

## Histoire
Le café arabica pousse en Ouganda sur les pentes du Mont Elgon. Ce café fut introduit en Ouganda depuis l'Éthiopie .
Dans les royaumes du Buganda, d’Ankole et de Bunyor, qui constituaient l’actuel
Ouganda, le café était considéré comme une richesse et on en faisait un usage
important lors des grandes cérémonies, lors des mariages ou des rituels. Sa culture  était pratiquée avant l’arrivée des Européens. 
L’extension du verger caféicole depuis la Seconde Guerre mondiale est significative en République démocratique du Congo, pays voisin, dont une partie de la production est écoulée en Ouganda, ce qui explique le maintien de la production de ce pays, qui pèse 8 % de la production africaine en 1959, et constitue principale exportation du pays. En 1978, la chute du cours du café, fait que l'Ouganda frôle la faillite et son gouvernement aidé financièrement par les États arabes amis d'Idi Amin Dada. Aux abois, ce dernier déclenche la guerre ougando-tanzanienne en 1979.
Ensuite, le verger caféier ougandais n’évolue plus depuis les années 1970, faute pour les exploitants de pouvoir recourir à des travailleurs saisonniers congolais ou rwandais. La caféiculture est de plus entravée par la cherté de la terre. En Ouganda, le caféier Robusta est cultivé autour du Lac Victoria où la densité de population est de 100 habitants au kilomètre carré. La pression foncière qui en découle fait monter le prix de la terre. En 1993, 60 % des plantations ougandaises ont entre 35 et 40 ans, et la Banyakole Kweterana Coopérative Union Limited (BKCU), une des plus importantes coopératives de production de café Robusta du sud-ouest de l’Ouganda, fait faillite en 1996.

## Sources
- (en) Cet article est partiellement ou en totalité issu de l’article de Wikipédia en anglais intitulé « Coffee production in Uganda » (voir la liste des auteurs).